# سیتیک پلازا
سیتیک پلازا (به انگلیسی: CITIC Plaza) آسمان‌خراش ۸۰ طبقه به ارتفاع ۳۲۱٫۹ متر، با کاربری اداری-تجاری است، که در شهر گوانگ‌ژو، گوانگ‌دونگ، چین مستقر می‌باشد. پروژه ساخت این ساختمان در سال ۱۹۹۳ آغاز شد و در سال ۱۹۹۶ تکمیل و افتتاح گردید.
برج سیتیک پلازا متعلق به شرکت سیتیک گروپ می‌باشد و هم‌اکنون هشتمین ساختمان بلند چین، یازدهم آسیا و در سال ۲۰۱۴ در رتبه ۱۶ از بلندترین ساختمان‌های جهان قرار داشت.

## نگارخانه

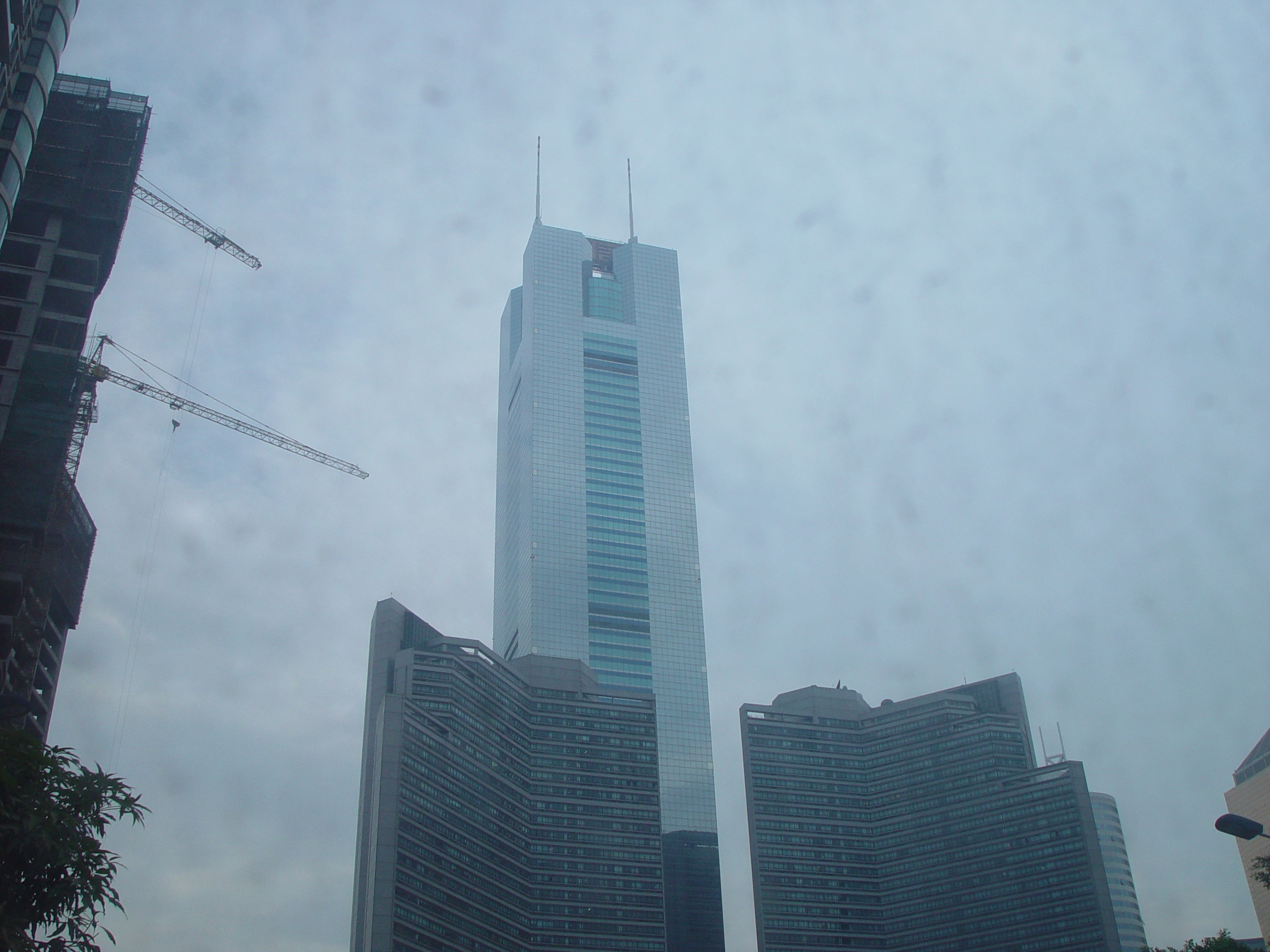
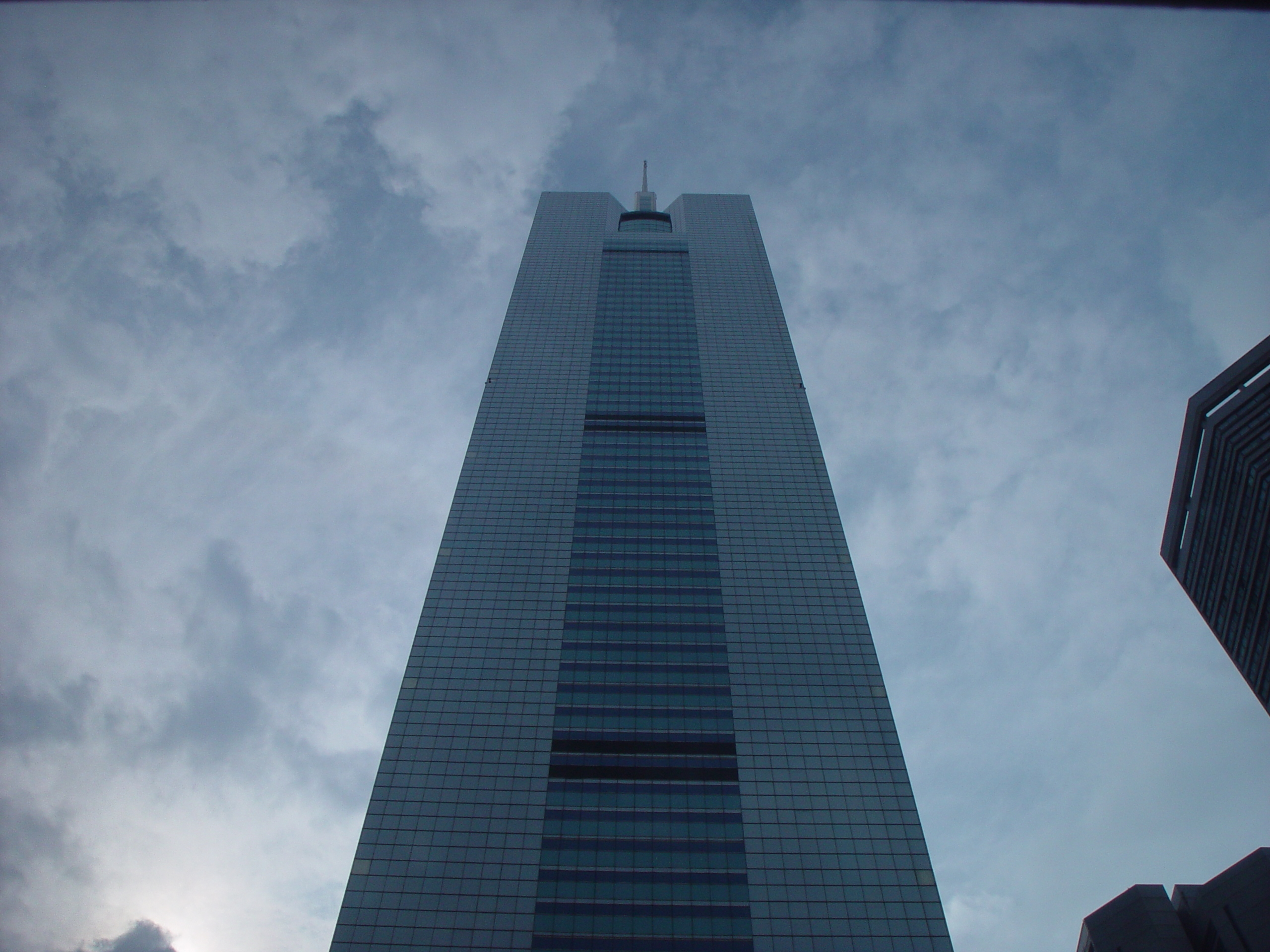